# 9M730 Burevestnik
9M730 Burevestnik (rusko Буревестник; "viharnik") je ruska poskusna manevrirna raketa na jedrski pogon s termojedrsko bojno glavo v razvoju za Oborožene sile Ruske federacije. Raketa ima načeloma neomejen doseg.
Je eno od šestih novih strateških orožij, ki jih je predstavil ruski predsednik Vladimir Putin v nagovoru dume 1. marca 2018.
Po predvidevanjih vojaškega strokovnjaka Antona Lavrova naj bi Burevestnik uporabljal tehnologijo potisne cevi, medtem ko ameriška geopolitična podatkovna platforma Stratfor predpostavlja, da Burevestnik uporablja turboreaktivni motor in potisnik na tekoče gorivo. Po besedah Putina in ruskgea ministrstva za obrambo, naj bi bile dimenzije rakete podobne dimenzijam rakete H-101, nosila pa naj bi manjšo jedrsko bojno glavo. Doseg rakete naj bi bil precej večji od rakete H-101.
9. avgusta 2019 je v nesreči pri domnevnem preizkušanju Burevestnika v Njonoksi, Arhangelska oblast umrlo pet znanstvenikov. V okolici je prišlo do povišanega radioaktivnega sevanja.